# Linh Thạch
Linh Thạch (chữ Hán giản thể: 灵石县, âm Hán Việt: Linh Thạch huyện) là một huyện thuộc địa cấp thị Tấn Trung, tỉnh Sơn Tây, Cộng hòa Nhân dân Trung Hoa. Huyện Linh Thạch có diện tích 1206 km², dân số năm 2002 là 240.000 người. Về mặt hành chính, huyện Linh Thạch được chia ra thành 8 trấn và 10 hương. 
- Trấn: Thành Quan, Tĩnh Thăng, Lường Độ, Trương Gia Trang, Hạ Môn, Phú Gia Than, Nam Quan, Đoạn Thuần.
- Hương: Thủy Dục, Mã Hòa, Anh Vũ, Nam 墕, Nhân Nghĩa, Tây Hứa, Vương Vũ, Đàn Trấn, Lương Gia, Giao Khẩu.